# Divinolândia de Minas
Divinolândia de Minas är en kommun i Brasilien.   Den ligger i delstaten Minas Gerais, i den sydöstra delen av landet, 700 km sydost om huvudstaden Brasília. Antalet invånare är 7 036.
Omgivningarna runt Divinolândia de Minas är huvudsakligen savann. Runt Divinolândia de Minas är det ganska glesbefolkat, med 25 invånare per kvadratkilometer.